# Теделеті
Теделеті (груз. თედელეთი) — село в Грузії.
За даними перепису населення 2014 року в селі проживає 32 осіб.